# 熱蘭內

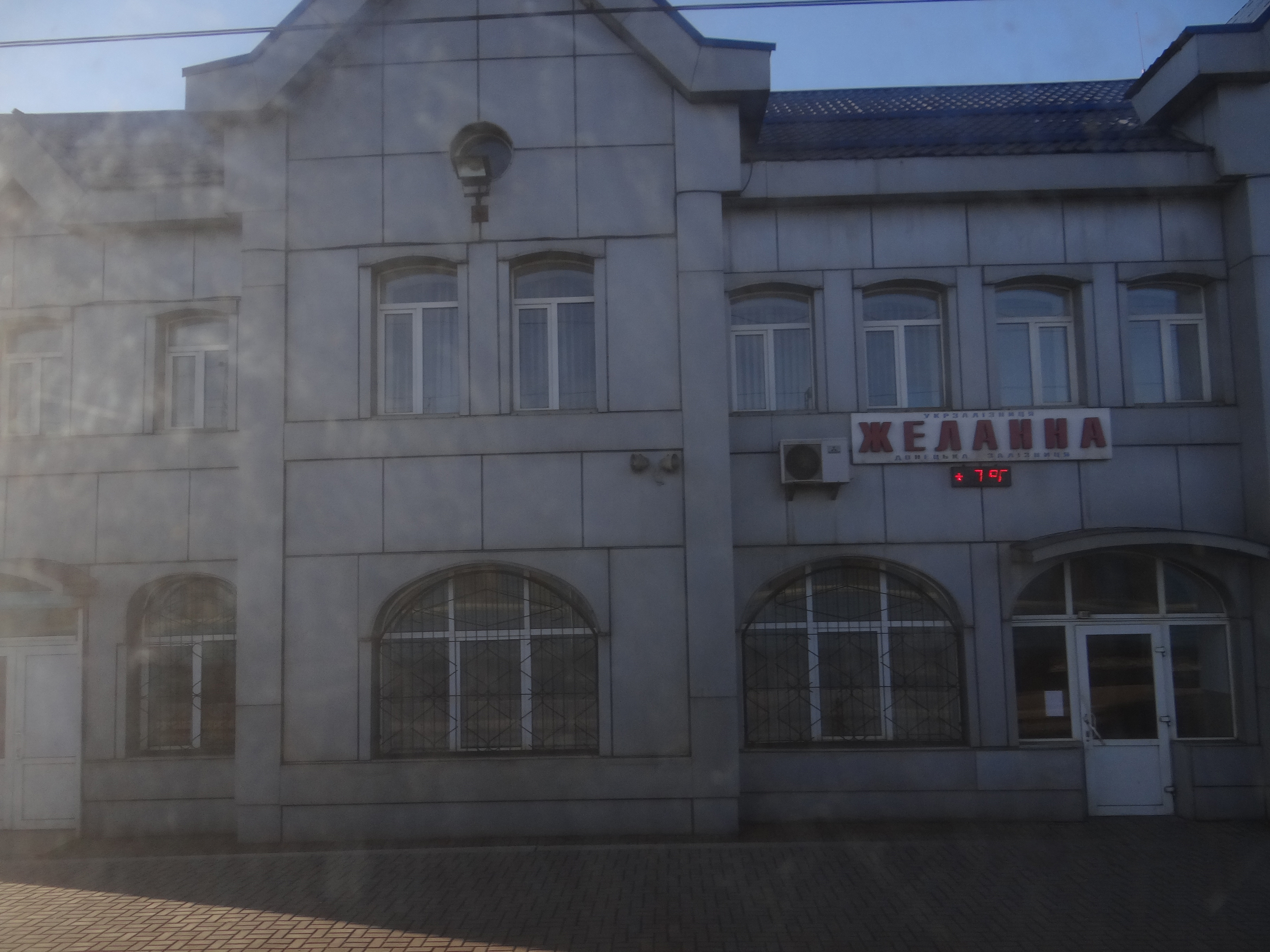
熱蘭內

布拉霍达特内（羅馬化：Blahodatne；2024年9月前名为熱蘭內、按俄語名譯热兰诺耶）是烏克蘭東部頓涅茨克州波克羅夫斯克區奥切列季涅市镇的鎮。距離亞西努瓦塔46公里，始建於1880年，海拔高度188米。2022年人口估计为1,274，此后受俄罗斯入侵影响，2024年已降至100人。
2024年8月14日，该镇被俄罗斯军队占领。
2024年9月19日乌克兰最高拉达将此镇改名为“布拉霍达特内”。

## 備註
1. ↑  烏克蘭語：，羅馬化：Zhelanne
2. ↑  俄語：